# Alfa Arae
Alfa Arae je druhá nejjasnější hvězda v souhvězdí Oltáře. Jde o hvězdu hlavní posloupnosti spektrální třídy B2. Hvězda se velmi rychle otáčí kolem své osy; naměřená rychlost rotace na rovníku je 375 km/s, rotační osa hvězdy je odkloněna od pohledu ze Země odkloněna asi o 55°, takže rychlost rotace na rovníku je přibližně 470 km/s (tato rychlost rotace je blízko kritické mezi, při jejímž překročení by se hvězda mohla rozpadnout). Díky tomu je hvězda silně zploštělá, její rovníkový poloměr je asi 2,4-2,7krát větší než polární průměr.
Existují určité důkazy, že kolem Alfa Arae obíhá ve vzdálenosti 0,7 AU další hvězda
Hvězda je asi 9,6krát hmotnější než Slunce a průměrný poloměr 4,5násobný oproti slunečnímu, její zářivý výkon převyšuje zářivý výkon Slunce 5 800násobně. Jde o proměnnou hvězdu.